# Konopki (gmina Radziłów)
Konopki – wieś w Polsce położona w województwie podlaskim, w powiecie grajewskim, w gminie Radziłów.
Wierni kościoła rzymskokatolickiego należą do parafii św. Anny w Radziłowie.

## Historia
Dawniej prywatna wieś szlachecka  położona była w drugiej połowie XVI wieku w powiecie radziłowskim ziemi wiskiej województwa mazowieckiego.
W latach 1921–1939 wieś ówcześnie pod nazwą Konopki-Błonie leżała w województwie białostockim, w powiecie kolneńskim (od 1932 w powiecie łomżyńskim), w gminie Przytuły.
Według Powszechnego Spisu Ludności z 1921 roku wieś zamieszkiwało 80 osób w 12 budynkach. Miejscowość należała do miejscowej parafii rzymskokatolickiej w m. Radziłów. Podlegała pod Sąd Grodzki w Stawiskach i Okręgowy w Łomży; właściwy urząd pocztowy mieścił się w m. Jedwabne.
Według podziału administracyjnego Polski obowiązującego w latach 1975–1998 miejscowość należała do województwa łomżyńskiego.